# Acacia (David Anthony Durham)
Pour les articles homonymes, voir Acacia.
 (décembre 2011).
Acacia (titre original : Acacia) est une trilogie romanesque de David Anthony Durham parue à partir de 2007 et qui lui a valu le prix Astounding du meilleur nouvel écrivain.
Le tome 1, La Guerre du Mein, écrit en 2007, a été traduit par Thierry Arson et publié en France le 16 octobre 2008 aux éditions Le Pré aux Clercs, dans la collection Fantasy.

## Éditions
1. La Guerre du Mein, Le Pré aux clercs, 2008 ((en) The War with the Mein, 2007)
2. Terres étrangères, Le Pré aux clercs, 2009 ((en) The Other Lands, 2009)
3. L'Alliance sacrée, Le Pré aux clercs, 2011 ((en) The Sacred Band, 2011)

### La Guerre du Mein
Le titre du livre vient de l’acacia qui pousse en grand nombre sur l'île du même nom. Celle-ci, située au centre de l’empire, lui a donné son nom. L'empire, prospère, est gouverné depuis de nombreuses générations par les descendants direct du sorcier fondateur de la dynastie. L'actuel souverain Leodan Akaran, grand idéaliste, règne sur un territoire immense qui se compose d’une multitude de peuples aux us et coutumes variés. Il a quatre enfants qui le soutiennent et l’aident à oublier la mort de sa femme et le lourd secret que cache la prospérité de l’empire. En effet, l’empire s’est créé au prix du sang de nombreux peuples et encore aujourd’hui ils payent un lourd tribut pour conserver ce semblant de paix. Celle-ci s’effectue grâce aux trafics de drogues et d’esclaves dirigés par la Ligue des marchands. Leodan aurait voulu briser cette chaine assombrit les esprits des peuples dans la drogue[pas clair] mais lui-même se soumet à cette tradition qui existe depuis le commencement de l’empire.
Un événement va contrecarrer l’équilibre de l'empire : Leodan est poignardé par le frère du chef des Meins, peuple de guerriers exilés au fin fond de l’empire. Agonisant, le souverain conçoit un plan pour permettre à ses enfants de s’enfuir, ils affronteront ainsi leur destinée et la dure réalité du monde.
Aliver, Corrin, Mena et Dariel sont dispersés aux quatre coins de l’empire. Même si le temps s’écoule, ils sont animés par une grande soif de vengeance. Leur souhait est de reprendre le trône et de reconstruire un empire Akaran à l’image du rêve de leur père : libéré de l’oppression, de l’esclavage et de la drogue.
C’est ainsi que débute La guerre du Mein premier volet de la trilogie Acacia mêlant intrigues politiques, guerres et magie. 

## Personnages
- Leodan Akaran : descendant direct du sorcier fondateur de l’empire. Roi idéaliste, il est veuf et à quatre enfants. Il décède des suites de ses blessures au cours d’un attentat.
- Aliver Akaran : prince ainé et futur roi. Il se cache parmi le peuple du désert, dont il adopte les coutumes guerrières. Il mène la révolte.
- Corinn Akaran : jeune princesse cadette qui voudrait être une dame. Elle est faite prisonnière par les Meins et devient la maitresse de leur chef.
- Dariel Akaran : benjamin de la famille royale, un enfant turbulent et aventurier. Il s’échappe et devient un pirate.
- Mena Akaran : garçon manqué à l’esprit affûté, troisième enfant de Leodan. Lors de sa fuite, elle se réfugie dans l’archipel de Vumu, où elle se fait passer pour la déesse Maeben.
- Hanish Mein : gouverne le peuple des guerriers Meins. Il est le commanditaire de l’assassinat du roi et envahit l’empire d’Acacia.
- Leeka Alain : général des armées des Akarans. Il aide lors de la reconquête du trône.
- Maender Mein : frère cadet de Hanish, il est le général de ses armées. Il possède une réputation de guerrier sanguinaire.
- Melio : compagnon du fils ainé du roi. C’est lui qui retrouve la princesse Mena.
- Thaddeus Clegg : chancelier et confident de Leodan, il le trahit pour venger la mort de sa femme et de son fils. Mais il regrette, donc il va aider à l’accomplissement du plan de fuite des enfants royaux, établi par Leodan mourant.
- Thasren Mein : frère du souverain des Meins, il sacrifie sa vie pour assassiner Leodan Akaran.
- Sire Dagon : chef de la guilde des marchands. Il s’allie aux Meins lors de l’invasion.

## Réception
Son histoire est prenante pour qui aime les intrigues un peu plus élaborées que le Bien contre le Mal. L’envers du décor traditionnel de la Fantasy (palais fastueux, belles étoffes…) est rendu de manière très réaliste par le traitement de la source des revenus de l’empire et les compromissions faites par un roi idéaliste mais aux pouvoirs limités par les intérêts des puissantes guildes du commerce. Le trafic d’esclave, la domination du peuple par la brume, l’exploitation du plus grand nombre pour le plaisir de quelques-uns (comme par exemple dans les mines) apportent une profondeur au roman. Les précédentes œuvres de David Anthony Durham étaient des romans historiques et cela se sent dans Acacia. L’impact du roman n’en est que plus fort. Les personnages, bien qu’archétypaux, évitent le manichéisme et sont attachants. La narration alterne les points de vue des protagonistes sans jamais perdre le lecteur ni perturber la chronologie des évènements.[non neutre]